# Parafia św. Jana Pawła II w Kłodzku
Parafia św. Jana Pawła II w Kłodzku znajduje się w dekanacie kłodzkim w diecezji świdnickiej. Była erygowana w 2016 roku.